# Prenolepis striata
Prenolepis striata (лат.) — вид муравьёв рода Prenolepis из подсемейства Formicinae (Formicidae), включающий мелких по размеру и как правило земляных насекомых.

## Распространение
Китай: Anning County (102°28.44'E, 24°55.23'N, высота 1942 м), провинция Юньнань.

## Описание
Рабочие мелкие, имеют длину около 4 мм, основная окраска коричневая (брюшко до чёрного). От близких видов (P. angularis) отличается матовой поверхностью головы, мезосомы ми стебелька с пунктировкой и бороздками; глаза крупные. Заднегрудка округлая без проподеальных шипиков. Усики длинные, у самок и рабочих 12-члениковые. Жвалы рабочих с 6 зубцами. Нижнечелюстные щупики 6-члениковые, нижнегубные щупики состоят из 4 сегментов. Голени средних и задних ног с апикальными шпорами. Стебелёк между грудкой и брюшком состоит из одного сегмента (петиоль).

## Классификация
Вид был впервые описан в 2018 году китайскими мирмекологами (Chen, Zhilin & Zhou, Shanyi; Guangxi Normal University, округ Гуйлинь в Гуанси-Чжуанском автономном районе, Китай).